# Bronco Mendenhall
Marc Bronco Clay Mendenhall (Alpine, Utah, 1966. február 21. –) amerikai amerikaifutball-játékos és -edző, 2025-től a Utah State Aggies vezetőedzője; a pozíciót korábban a BYU Cougarsnál, a Virginia Cavaliersnél és a New Mexico Lobosnál is betöltötte. Csapatai tizennégy bowlmérkőzésből hetet megnyertek.
Leginkább unortodox módszereiről és „kiérdemelt, nem adott” szemléletéről ismert; játékosainak minden szezonban ki kell érdemelniük mezszámaikat. 2019-ben a Cavaliers megnyerte a Commonwealth-kupát és a Jefferson–Eppes-trófeát, valamint a South’s Oldest Rivalryt is, emellett történetükben először kijutottak az Orange Bowlra. 2005 óta több mint hatvan játékosa került be valamely profi NFL-beli csapatba, emellett nagy hangsúlyt fektetett arra, hogy csapattagjai elvégezzék a képzést. Regnálása alatt a Cavalierstől származott a hetedik legtöbb All-America-kitüntetett játékos.

## Pályafutása

### Kezdetek
1984-ben érettségizett az American Fork-i középiskolában. 1989–1990-ben az Oregon State Beavers, 1991–1992-ben pedig a Snow Badgers munkatársa volt. 1993–1994-ben a Northern Arizona Lumberjacks defensive backjeit edzette, majd 1995–1996-ban védőfaledzőként, illetve védőkoordinátorként újra a Beavers munkatársa lett. Az 1997-es szezont a Louisiana Tech Bulldogs defensive backjeinek edzőjeként töltötte, majd 1998-ban a New Mexico Lobos munkatársa lett, ahol 2002-ben helyettes vezetőedzővé nevezték ki.

### BYU Cougars

#### Védőkoordinátorként
2003-ban Gary Crowton helyetteseként a BYU Cougars védőkoordinátora lett; Crowton 2004-es lemondását követően utódjának Kyle Whittinghamet szánták, és Mendenhall a UNLV Rebels védőkoordinátori pozíciója iránt érdeklődött. Whittingham az ajánlatot visszautasította, a Cougars játékosai pedig sérelmezték, hogy Mendenhallnak nem ajánlották fel a lehetőséget, így az újrakezdődő edzőkeresés során Tom Holmoe atlétikai igazgató első jelöltje ő volt, aki elfogadta a lehetőséget.

#### Vezetőedzőként
A 2005-ös szezont 6–6-os eredménnyel zárták. Mendenhall döntése alapján a játékosok a korábbi, Y-nal jelölt sisakokat viselték, amit a legsikeresebb tagok is hordtak. Támadójátékuk 2001 óta ebben az évben volt a legjobb. 2006-ban minden otthoni mérkőzésüket megnyerték, 2007-ben pedig konferenciabajnokok lettek. 2008-ban a Las Vegas Bowlon 31–21-re kikaptak az Arizona State Sun Devils ellen.
2010-ben bejelentették, hogy 2011-től konferenciafüggetlenek lesznek és nyolc évre szóló médiaszerződést kötöttek az ESPN-nel. Mendenhall menesztette Robert Anae támadókoordinátort (de 2013-ban visszavette). A Poinsettia Bowlon aratott 2012-es győzelmet követően Mendenhall szerződését 2016-ig meghosszabbították. 2014-ben a Memphis Tigers elleni mérkőzés végén a két csapat összeverekedett, és a Tigers egyik játékosa sisakját fegyverként használva közelített a Cougars tagjához, aki egyszerre négy személlyel dulakodott.
2015-ben Mendenhall lejáró szerződését nem hosszabbították meg.

### Virginia Cavaliers
Miután Mike London 2015. november 29-én lemondott, december 4-én a Virginia Cavaliers vezetőedzőjévé nevezték ki; az állás reményében korábban visszautasította a UCLA Bruins ajánlatát. Danny Ainge, a Boston Celtics igazgatója Mendenhallnak és a Cavaliersnek is gratulált; egyeseket a felvétel meglepetésként ért és Tony Bennett kosárlabdaedző 2009-es leigazolásához hasonlították.
A csapat 2016 előtt egymásután négy szezonban veszített (tízből nyolcat); Mendenhall az esetet a BYU Cougarséhoz hasonlította. Az év végén 2–10-es eredményt értek el, ami 1981 óta a legrosszabb és a konferencia utolsó helyére kerültek. Mendenhall ezért elődje toborzói képességeit okolta. 2017-ben a CBS Sports előrejelzése szerint szintén a konferencia utolsó helyére kerültek volna, de végül 5–1-es eredményt értek el és a South’s Oldest Rivalryt is megnyerték. Az ESPN előrejelzése ellenére 2018-ban több mérkőzést is megnyertek és a Belk Bowlra is kijutottak. 2019-ben részt vettek az Orange Bowlon.
2020-ban a Covid19-pandémia miatt a bowlaldivízió csapatai csak egy-egy mérkőzést játszhattak egymással és azt is zárt kapuk mögött. Eredményük 5–5 lett és saját döntésből nem vettek részt a bowlon. A 2021-es szezont 6–2-es eredménnyel kezdték, majd a BYU Cougars ellen kikaptak; a mérkőzésen Brennan Armstrong lesérült és a következő játékon sem vehetett részt, legközelebb novemberben léphetett pályára. A szezon végén a védőjátékrangsor 24. helyén álltak.
Mendenhall 2021. december 2-án lemondott.

### New Mexico Lobos
2023 decemberében öt évre a „2016 óta mindössze négy mérkőzést megnyerő” New Mexico Lobos vezetőedzője lett. Első mérkőzésén 35–31-re kikaptak, majd 2021 óta először megnyerték a Rio Grande Rivalryt.

### Utah State Aggies
2024. december 6-án a Utah State Aggies vezetőedzőjének nevezték ki.

## Családja
Édesapja a BYU Cougars, fivére, Mat Mendenhall pedig a Washington Redskins játékosa volt.
Mormon. Feleségével, Holly Johnstonnal három fiuk született.

## Eredményei vezetőedzőként
| Év                                                                                      | Eredmény                               | Eredmény                               | Helyezés                               | Továbbjutás                            | Rangsor                                | Rangsor                                |
| Év                                                                                      | Összesített                            | Konferencia                            | Helyezés                               | Továbbjutás                            | Coaches                                | AP                                     |
| BYU Cougars (Mountain West Conference)                                                  | BYU Cougars (Mountain West Conference) | BYU Cougars (Mountain West Conference) | BYU Cougars (Mountain West Conference) | BYU Cougars (Mountain West Conference) | BYU Cougars (Mountain West Conference) | BYU Cougars (Mountain West Conference) |
| --------------------------------------------------------------------------------------- | -------------------------------------- | -------------------------------------- | -------------------------------------- | -------------------------------------- | -------------------------------------- | -------------------------------------- |
| 2005                                                                                    | 6–6                                    | 5–3                                    | T-2.                                   | Las Vegas Bowl                         | –                                      | –                                      |
| 2006                                                                                    | 11–2                                   | 8–0                                    | 1.                                     | Las Vegas Bowl                         | 16                                     | 15                                     |
| 2007                                                                                    | 11–2                                   | 8–0                                    | 1.                                     | Las Vegas Bowl                         | 14                                     | 14                                     |
| 2008                                                                                    | 10–3                                   | 6–2                                    | 3.                                     | Las Vegas Bowl                         | 21                                     | 25                                     |
| 2009                                                                                    | 11–2                                   | 7–1                                    | 2.                                     | Macao Bowl Las Vegas                   | 12                                     | 12                                     |
| 2010                                                                                    | 7–6                                    | 5–3                                    | T-3.                                   | New Mexico Bowl                        | –                                      | –                                      |
| BYU Cougars (NCAA független)                                                            |                                        |                                        |                                        |                                        |                                        |                                        |
| 2011                                                                                    | 10–3                                   | –                                      | –                                      | Armed Forces Bowl                      | 25                                     | –                                      |
| 2012                                                                                    | 8–5                                    | –                                      | –                                      | Poinsettia Bowl                        | –                                      | –                                      |
| 2013                                                                                    | 8–5                                    | –                                      | –                                      | Fight Hunter Bowl                      | –                                      | –                                      |
| 2014                                                                                    | 8–5                                    | –                                      | –                                      | Miami Beach Bowl                       | –                                      | –                                      |
| 2015                                                                                    | 9–4                                    | –                                      | –                                      | Las Vegas Bowl                         | –                                      | –                                      |
| BYU:                                                                                    | 99–43                                  | 39–9                                   | –                                      | –                                      | –                                      | –                                      |
| Virginia Cavaliers (Atlantic Coast Conference)                                          |                                        |                                        |                                        |                                        |                                        |                                        |
| 2016                                                                                    | 2–10                                   | 1–7                                    | T-6.                                   | –                                      | –                                      | –                                      |
| 2017                                                                                    | 6–7                                    | 3–5                                    | T-4.                                   | Military Bowl                          | –                                      | –                                      |
| 2018                                                                                    | 8–5                                    | 4–4                                    | T-3.                                   | Belk Bowl                              | –                                      | –                                      |
| 2019                                                                                    | 9–5                                    | 6–2                                    | 1.                                     | Orange Bowl                            | 25                                     | –                                      |
| 2020                                                                                    | 5–5                                    | 4–5                                    | 6.                                     | –                                      | –                                      | –                                      |
| 2021                                                                                    | 6–6                                    | 4–4                                    | T-3.                                   | –                                      | –                                      | –                                      |
| Virginia:                                                                               | 36–38                                  | 22–27                                  | –                                      | –                                      | –                                      | –                                      |
| New Mexico Lobos (Mountain West Conference)                                             |                                        |                                        |                                        |                                        |                                        |                                        |
| 2024                                                                                    | 5–7                                    | 3–4                                    | T-5.                                   | –                                      | –                                      | –                                      |
| New Mexico:                                                                             | 5–7                                    | 3–4                                    | –                                      | –                                      | –                                      | –                                      |
| Összesen:                                                                               | 140–88                                 | –                                      | –                                      | –                                      | –                                      | –                                      |
| Jelmagyarázat: Konferenciabajnok Konferencia-divízióbajnok vagy bajnokságra továbbjutás |                                        |                                        |                                        |                                        |                                        |                                        |

## Fordítás
- Ez a szócikk részben vagy egészben  a   Bronco Mendenhall című angol Wikipédia-szócikk ezen változatának fordításán alapul.  Az eredeti cikk szerkesztőit annak laptörténete sorolja fel. Ez a jelzés csupán a megfogalmazás eredetét és a szerzői jogokat jelzi, nem szolgál a cikkben szereplő információk forrásmegjelöléseként.